# تیمیربایوو
تیمیربایوو (انگلیسی: Timirbayevo) یک شهرک در شهرستان مچتلینسکی استان باشقیرستان کشور روسیه است.